# کدری
کدری معیاری است برای سنجش نفوذناپذیری در برابر تابش‌های الکترومغناطیسی و دیگر تابش‌ها، به ویژه نور مرئی. در انتقال با تابش، کدری مشخص‌کنندهٔ جذب‌کردن و پراکنده‌ساختن تابش در محیط (مانند پلاسما، دی‌الکتریک، مواد محافظ، شیشه و...) است. جسم کدر به جسمی گفته می‌شود که نه شفاف است (نمی‌گذارد نور از آن گذر کند) و نه نیم‌شفاف (نمی‌گذارد بخشی از نور از آن عبور کند). هنگامی که نور به سطح مشترک دو محیط می‌تابد، ممکن است بازتابیده شود، بخشی از آن جذب شود، بخشی پراکنده گردد و باقی آن انتقال یابد. بازتاب ممکن است پخشیده باشد، برای نمونه نور بازتابیده از دیوار یا آینه. یک مادهٔ کدر اجازهٔ گذر به نور را نمی‌دهد و بنابراین همهٔ آن را یا جذب می‌کند، یا بازمی‌تاباند، یا می‌پراکند.
هم آیینه و هم دوده کدر هستند. کدری به بسامد نور وابسته‌است. برای نمونه برخی از انواع شیشه‌ها در حالی که در دامنهٔ مرئی شفاف هستند، در دامنهٔ فرابنفش به شدت کدرند.
کدری را می‌توان به شکل‌های مختلفی مقداردهی کرد.
برای اطلاعات کلی در مورد اینکه چه چیزهایی باعث می‌شوند یک جسم کدر باشد، بازتاب، درجذبش و پراکندگی را ببینید. این‌ها فرایندهایی هستند که منجر به کدری می‌شوند.